# Vasili Carrillo
Vasili Guillermo Carrillo Nova (Lota, 18 de mayo de 1957) es un político chileno, exmiembro del Frente Patriótico Manuel Rodríguez, formando parte de la oposición a la dictadura militar encabezada por Augusto Pinochet. Fue concejal de la comuna de Lota por el período 2012-2016. Hijo de Isidoro Carrillo, exalcalde de Lota (1963-1967) y gerente de ENACAR, fusilado en 1973.

## Biografía
Cursó sus estudios básicos en la escuela Gallito, en la escuela número 6 y en la escuela número 47, hoy el colegio 693, posteriormente estudió en la escuela Industrial de Concepción, Escuela Industrial de Lota y en el Liceo de Lota Alto.
En 1970 ingresó a las Juventudes Comunistas en Lota. El 11 de septiembre de 1973, Carrillo era miembro del comité local de Lota Alto y activo participante de la Brigada Ramona Parra en la comuna. Continuando sus estudios en la República Democrática de Alemania y en Cuba.-
Nació el 18 de mayo de 1957, siendo el segundo de 12 hermanos, hijo del destacado dirigente político y social Isidoro Carrillo Tornería y de Isabel Nova González.
Ingresó a las juventudes comunistas de Chile el 19 de mayo de 1970, cuando cumplió 13 años.
Como joven lotino participó en el grupo de teatro El Carbón, junto a otros jóvenes de Lota y Coronel, siendo parte del elenco que puso en tabla la obra de teatro "Grisú" basado en el libro Subterra de Baldomero Lillo, recorriendo gran parte de Chile con el grupo de teatro.
El 17 de septiembre de 1973 fue detenido por primera vez, permaneciendo por 4 días en la comisaría de Lota Bajo, en el Estadio Regional de Concepción y en la Base Naval de Talcahuano. En todos estos recintos fue torturado con tan solo 16 años de edad, en donde se le interrogaba exclusivamente por el paradero de su padre Isidoro Carrillo Tornería, destacado Dirigente político y sindical de Lota.-
En noviembre de 1973 se ve obligado a abandonar Lota, partiendo al exilio político en marzo de 1974, con destino a la República Democrática Alemana, en donde realiza estudios de Dibujo técnico y además realiza actividades vinculadas a la solidaridad con Chile y participa en el Grupo de teatro Lautaro, Ex teatro de la CUT. Pese a que sale del país su único objetivo es regresar a Chile y aportar en la lucha por el término de la dictadura, es por ello que en 1975 viaja a Cuba donde, junto a un grupo de jóvenes, comienza a prepararse política y militarmente con el objetivo de aportar a la lucha anti-dictatorial en Chile. Desde 1975 hasta mediado de 1978 estudia la especialidad de Mando de pequeñas unidades de Tanques en la Escuela de Cadetes Antonio Maceo, graduándose con el grado de Subteniente, junto a otros compañeros, como son Raúl Pellegrin, Roberto Nordenflycht, Moisés Marilao
En 1979 después de 1 año de haber terminado su preparación en Cuba y encontrándose ejerciendo como oficial de las Fuerzas Armadas Revolucionarias de Cuba, en la ciudad de Matanzas, en donde ejercía como Jefe de Compañía de Tanques. Carrillo se incorpora junto a jóvenes como chilenos, Raúl Pellegrín Friedmann, Roberto Nordenflycht, Moisés Marilao y tantos otros, a la lucha contra el régimen del dictador nicaragüense Anastasio Somoza Debayle, encabezada por el Frente Sandinista de Liberación Nacional, participando activamente en el Frente Sur de la Guerrilla Sandinista, siendo herido en combate. Después del triunfo sandinista participa en la construcción del Ejército Sandinista.-
El 14 de diciembre de 1983 forma parte del grupo de jóvenes Comunistas que funda el Frente Patriótico Manuel Rodríguez (FPMR), asumiendo inicialmente tareas de apoyo externo.-
En 1985 ingresa clandestinamente a Chile, con el objetivo de incorporarse a puestos de responsabilidad en el FPMR, cumpliendo diferentes misiones en la organización, llegando a ser jefe de la logística del FPMR
El 11 de noviembre de 1986, Vasili Carrillo es detenido en Santiago por la Brigada de Asalto de la Policía de Investigaciones, después de ser interrogado y torturado en el Cuartel General de Investigaciones, fue puesto a disposición del Fiscal Militar Fernando Torres Silva, éste lo acusa de participar en el atentado a Augusto Pinochet y en la internación de armamento en el norte del país. Durante su permanencia en prisión por casi cinco años, después de largas jornadas de tortura, que lo dejaron hospitalizado por casi 15 días en gendarmería, después de 35 días de incomunicación y de largos aislamientos, siendo vocero del FPMR, en julio de 1987 abandona, junto a la gran mayoría del FPMR, las filas del Partido Comunista de Chile.-
El 1 de julio de 1991 sale en libertad bajo fianza, posteriormente en 1992 realiza una gira por varios países europeos invitado por organizaciones de derechos humanos. En octubre del mismo año Carrillo se automargina del FPMR por diferencias políticas con la Dirección Nacional de dicha organización.
En 1993, es condenado definitivamente por la Corte de Apelaciones de San Miguel a 3 años y 541 días de prisión. La corte al constatar que Carrillo estuvo en prisión cerca de 5 años, debió dejarlo en libertad por entender que su pena ya estaba cumplida.
Desde que recuperó su libertad en 1991, Vasili Carrillo ha asumido diferentes actividades político-sociales. En 1994 es uno de los dirigentes de la Coordinadora de Ex-Presos Políticos, en 1997 encabeza junto a su compañera la delegación chilena, de más de 250 jóvenes al XIII Festival Mundial de la Juventud y los Estudiantes en La Habana, Cuba; en 1999 acompaña a Gladys Marín en su candidatura a la Presidencia de la República, formando parte del comité ejecutivo en el comando nacional, en ese momento se inscribe en los registros electorales de Lota. El 23 de agosto de 2000 nace su única hija Isidora Almendra Carrillo Moreno.
En 2003 regresa a vivir a Lota. En 2004 se postula a alcalde de Lota por el pacto Juntos Podemos. Realizó una campaña electoral a su favor, haciendo completadas y bingos además de ir a poblaciones marginales y conversando con los habitantes sobre los problemas de la comuna. Sin embargo perdió pero obtuvo el penúltimo lugar y en la elección no venció a Patricio Marchant, militante de la Democracia Cristiana, quien en el periodo anterior ya había gobernado la comuna.
El 21 de mayo del mismo año, antes de que se realizara la elección, funda el Centro Cultural Isidoro Carrillo en honor a su padre. Con aquella corporación ha organizado diversos actos de índole cultural.
El 21 de abril de 2007 organiza un Encuentro de Trovadores latinoamericanos, en el que participaron cantautores de Chile, Cuba, Perú y Argentina. El artista más esperado por todos fue Patricio Manns, uno de los músicos más importantes de Chile, compositor del clásico "Arriba en la cordillera", entre otras canciones con un marcado contenido social.
Luego de perder nuevamente en las elecciones a concejal en octubre de 2008, pese a tener la quinta mayoría individual, asume durante 2009 como Jefe de Gabinete del Alcalde Electo Sr. Jorge Venegas Troncoso.
En 2012 es elegido concejal por la comuna de Lota, cargo que ocupa hasta el 6 de diciembre de 2016, cuando toma la decisión de no ir a reelección, ya que no comparte el rol que le otorga la ley a los concejales. En ese mismo año participa activamente en la elección del alcalde Mauricio Velásquez, con quien trabaja como coordinador de los Programas de Cultura, Patrimonio y Turismo de la Municipalidad de Lota.
Presentó su candidatura a las elecciones de convencionales constituyentes de 2021 por el distrito 21, formando parte de una lista «Apruebo Dignidad» como candidato independiente apoyado por el Partido Comunista.

## Historial electoral

### Elecciones de convencionales constituyentes de 2021
- Elecciones de convencionales constituyentes de 2021, para convencional constituyente por el Distrito N° 21 (Alto Biobío, Antuco, Arauco, Cabrero, Cañete, Contulmo, Curanilahue, Laja, Lebu, Los Álamos, Los Ángeles, Lota, Mulchén, Nacimiento, Negrete, Quilaco, Quilleco, San Rosendo, Santa Bárbara, Tirúa, Tucapel y Yumbel).[3]

| Candidato                | Pacto                           | Partido | Votos  | %    | Resultado    |
| ------------------------ | ------------------------------- | ------- | ------ | ---- | ------------ |
| Vanessa Hoppe Espoz      | Apruebo Dignidad                | ILYQ    | 11 203 | 6.64 | Convencional |
| Paulina Veloso Muñoz     | Vamos por Chile                 | RN      | 8 859  | 5.08 | Convencional |
| Ítalo Gallegos Pulido    | Bíobío sin Partidos             | ILF     | 8 324  | 4.94 |              |
| Clara Sagardía Cabezas   | Ind. por una Nueva Constitución | ILYV    | 8 191  | 4.86 |              |
| Ítalo Zunino Besnier     | Vamos por Chile                 | EVO     | 8 055  | 4.78 |              |
| Paz Quevedo Paredes      | Bíobío sin Partidos             | ILF     | 7 870  | 4.67 |              |
| Luis Barceló Amado       | Lista del Apruebo               | ILYB    | 7 576  | 4.49 | Convencional |
| Carolina Gárate Vergara  | Ciudadanos Cristianos           | ILYX    | 6 969  | 4.13 |              |
| Jorge Guzmán Acuña       | Vamos por Chile                 | ILXP    | 6 185  | 3.67 |              |
| Javier Fuchslocher Baeza | Ind. por una Nueva Constitución | ILYV    | 5 952  | 3.53 | Convencional |
| Vasili Carrillo Nova     | Apruebo Dignidad                | ILYQ    | 3 933  | 2.33 |              |